# Trachyte Hills
Trachyte Hills är kullar i Kanada.   De ligger i provinsen British Columbia, i den södra delen av landet, 3 400 km väster om huvudstaden Ottawa.
I omgivningarna runt Trachyte Hills växer i huvudsak barrskog. Trakten runt Trachyte Hills är nära nog obefolkad, med mindre än två invånare per kvadratkilometer.